# Horizontalism
Horizontalism – album studyjny brytyjskiego muzyka i wokalisty Finka, wydany 15 maja 2015 roku nakładem wytwórni R’COUP’D. 
Album dotarł do 123. pozycji flandryjskiego zestawienia Ultratop w Belgii oraz 84. miejsca w holenderskim notowaniu MegaCharts.

## Lista utworów
Opracowano na podstawie materiału źródłowego.
1. „Fall Into the Light” – 4:45
2. „Looking Too Closely” (So36dub) – 5:29
3. „Shakespeare” (Nachbarn39) – 5:39
4. „Pilgrim” (Moda2320) – 7:15
5. „A30 Breakdown” – 3:16
6. „Suffering Is the Art of Love” – 5:28
7. „White Flag” (Nachteule143) – 4:58
8. „Hard Believer” (Kstr10179) – 7:23
9. „Green and the Blue” (RLP12-321) – 2:36
10. „Music Won’t Save You” (Horizontalism Mix) – 8:22